# Robbert Vervloet
Robbert Vervloet (Antwerpen, 1988) is een Vlaamse acteur en theatermaker.

## Levensloop
Na een opleiding bij het KASK in Gent volgde Vervloet een stage bij fABULEUS om erna aan de slag te gaan bij toneelgroep Elektra waar hij een grote rol speelde in het jongerengezelschap. De acteur speelde rollen bij verschillende theatergezelschappen zoals onder andere HETPALEIS, Het Kwartier en Tuning People.
De acteur speelde op televisie onder meer rollen in De Bunker, Loslopend Wild & Gevogelte, Gevoel voor tumor en Undercover. 
Robbert werd vooral  bekend door zijn rol als Alain in Gevoel voor Tumor en als deel van de cast in Loslopend wild & gevogelte.